# Valleruela de Pedraza
Valleruela de Pedraza è un comune spagnolo di 64 abitanti situato nella comunità autonoma di Castiglia e León.